# Stavba HSBC, Bund
Stavba HSBC (znana tudi kot stavba mestne uprave) je šestnadstropna neoklasicistična stavba v predelu Bund v Šanghaju na Kitajskem. Od leta 1923 do 1955 je služila kot sedež šanghajske podružnice Hongkonške in šanghajske bančne korporacije, trenutno pa v njej domuje Šanghajska razvojna banka Pudong (SPD Bank). Stavba stoji na naslovu Bund številka 12. Gradnjo je zasnovalo britansko arhitekturno podjetje Palmer & Turner, arhitekti in geodeti pa so gradili od 5. maja 1921 do 23. junija 1923.

## Situacija
Stavba HSBC je bila poimenovana »najrazkošnejša stavba od Sueškega prekopa do Beringove ožine«. Stavba ima tlorisno površino 23.415 kvadratnih metrov  in je bila takrat največja bančna stavba na Daljnem vzhodu in druga največja na svetu, takoj za stavbo Bank of Scotland v Edinburghu.
Zunanjost stavbe je imela strogo neoklasicistično zasnovo s tridelno vertikalno in horizontalno delitvijo. V središču je kupola, katere podstavek je okrašen s trikotno strukturo, ki posnema grške templje. Spodaj je šest jonskih stebrov, ki prodirajo od drugega do četrtega nadstropja. Glavna konstrukcija ima pet nadstropij, osrednji del sedem nadstropij, klet pa ima eno in pol nadstropja. Glavna konstrukcija ima jekleno mrežo z opečnim polnilom, zunanjost pa granitno.
Notranjost je bila razkošno okrašena z materiali, kot sta marmor in monel. Celotna stavba je bila opremljena z ogrevanjem in klimatizacijo. Glavna trgovska dvorana ima štiri stebre, izklesane iz celih marmornih blokov, kar je bilo takrat edinstveno v Aziji.
Za glavno stavbo je pomožna stavba, v kateri so bančne pisarne, sefi in trezorji.

## Zgodovina
4. marca 1865 je HSBC odprl svojo podružnico v Šanghaju v pritličju hotela Central (danes Peace Hotel) na vogalu Bunda in Nankinške ceste.
Do leta 1874 se je poslovanje HSBC tako razširilo, da so obstoječi prostori postali utesnjeni. Banka je nato za 60.000 taelov srebra kupila Klub tujcev, trinadstropno stavbo na številki 12, na Bundu, južno od carinarnice.
Leta 1912 je banka izvedla nadaljnje pridobitve na številkah 10 in 11, na Bundu, in začela gradnjo nove stavbe. Gradnja se je začela 5. maja 1921, kupola pa je bila zaprta 23. junija 1923. Po poročanju takratnih medijev je banka v času gradnje najela mojstre feng šuja, da so izbrali čas in smer prvega izkopavanja. V skladu s kitajsko tradicijo so v temelje zakopali kovance z vsega sveta. V temne kotičke stavbe so bili postavljeni posebej kovani kovanci, da bi odgnali duhove. Gradnja je trajala 25 mesecev, dokončana stavba pa je zasedala 1,3 hektarja s površino 23.415 m2. Arhitekturno podjetje Palmer & Turner je zasnovalo tudi številne druge stavbe na nabrežju Bund, vključno z stavbo Yokohama Specie, stavbo zavarovalnice Jangce in stavbo Bank of China.
Med drugo svetovno vojno je stavbo HSBC zasedala japonska banka Yokohama Specie. HSBC se je po koncu vojne preselila nazaj.
Komunisti so Šanghaj prevzeli leta 1949. HSBC je še naprej delovala v relativni svobodi zgodnjih let Ljudske republike. Vendar pa je leta 1955 politična situacija banko prisilila, da je zmanjšala svoje poslovanje v Šanghaju. Stavba je bila predana vladi, HSBC pa je najela ločene pisarne v bližini. Kasneje istega leta se je v stavbo preselila mestna uprava Šanghaja. Ime stavbe so spremenili v »Stavba ljudske vlade občine Šanghaj« oziroma na kratko »Stavba občinske vlade«. V pomožni stavbi je bil od leta 1956 nameščen občinski arhiv.
Leta 1990 je občinska vlada začela seliti civilne ustanove iz območja Bunda v korist komercialnih ustanov. HSBC je stopila v stik z občinsko upravo glede ponovnega odkupa stavbe, vendar so pogajanja zaradi cenovnih razlogov propadla.
Leta 1995 se je občinska vlada izselila iz stavbe, najemno pogodbo za stavbo pa je dobila banka SPD. Med prenovo so v stavbi odkrili spektakularne freske. Kitajska pisarna HSBC je trenutno v stavbi HSBC v Šanghaju, IFC.

## Bronasta leva
Banka je v času gradnje naročila dva bronasta leva iz Združenega kraljestva, ki naj bi bila postavljena pred vhodna vrata ob vhodnem stopnišču. Ulila ju je družba J W Singer & Sons v angleškem mestu Frome po načrtih Henryja Poola RA. Eden od levov je upodobljen rjovečega, kar simbolizira zaščito, drugi pa je miren in simbolizira varnost. Ljubeče sta dobila vzdevek Stephen in Stitt (po A. G. Stephenu, nekoč direktorju Šanghaja in gonilni sili gradnje stavbe, takrat pa glavnemu direktorju banke; in G. H. Stittu, Stephenovem nasledniku na mestu direktorja Šanghaja, ki je bil na položaju ob odprtju stavbe 23. junija 1923). Notranja šala: Stephenov naj bi bil glasnejši, Stitt pa tišji.
Ta leva sta bila navdih za drugi, veliko večji par, ki ga je v celoti oblikoval britanski kipar W. W. Wagstaff s sedežem v Šanghaju za novi sedež banke v Hongkongu, odprt leta 1935. Ta drugi par levov je bil ulit v Šanghaju.
Med vojno okupacijo Šanghaja so Japonci leve odstranili, da bi jih stalili zaradi njihovega dragocenega brona, vendar so se tej usodi izognili in so jih po koncu vojne restavrirali. Ponovno so jih odstranili leta 1966, med kulturno revolucijo. Šanghajski odbor za upravljanje artefaktov je leve shranil v skladišču Šanghajske komedijske skupine. Leta 1980 so jih predali Šanghajskemu muzeju, kjer so danes na ogled. Leta 1997, ko se je v stavbo preselila banka SPD, so izdelali replike in jih postavili pred stavbo.

## Mozaiki v kupoli
Blizu stropa osmerokotne vhodne dvorane bančne stavbe je bilo prvotno osem mozaičnih poslikav. Kupola je bila okrašena s freskami, ki so prikazovale dvanajst znamenj zodiaka, osem geometrijskih oblik in osem levov, pa tudi Apolona, Luno in Fortuno. Podjetni arhitekt je leta 1956 mozaike prekril s štukaturami in barvo, da bi jih rešil. Ko se je sovjetska mornarica naslednje leto odločila obiskati Šanghaj, je bila stavba izbrana za gostišče, vendar so mozaiki postali predmet polemik. Nekateri so kritizirali te mozaike, da so »preveč komercializirani« in »preveč zahodnjaški«, zato so predlagali njihovo uničenje. Predsednik Šanghajskega inštituta za gradbeno arhitekturo, Čen Dži (陈植), je pregledal mozaike in nasprotoval uničenju, namesto tega je predlagal, da jih prekrijejo, in njegov predlog je vlada odobrila. Leta 1997 so mozaike ponovno odkrili, prenova pa jih je razkrila. Banka SPD je nato financirala obnovo, vendar je embleme HSBC na slikah spremenila v emblem banke SPD in golo magnolijo.
Osem fresk je upodabljalo osem mest, v katerih je imela banka HSBC podružnice. Vsaka freska je predstavljala glavno mitološko figuro, ki jo podpirajo personifikacije lokalnih rek in mesta, v ozadju pa mestna kulisa.
Šanghaj: Mazu in dve figuri, ki predstavljata Rumeno reko in Jangce pred kuliso stavbe HSBC in stare carinarnice, na podstavku pa so trgovske zastave dinastije Čing in Združenega kraljestva.
Hongkong: Boginja s stensko krono in britansko zastavo, skupaj z dvema figurama, ki predstavljata Biserno reko in Južnokitajsko morje, ki nosita džunko in knjigo z napisom MDCCCXLII, vse pred otokom Hongkong, na podstavku pa so zastave guvernerja Hongkonga in visokega admirala.
Tokio: Boginja predstavlja »študij«, dve figuri pa predstavljata »napredek« (nosi ščit s cesarskim pečatom Japonske) in »znanost« pred cesarsko palačo v Tokiu, vladnimi uradi v Kasumigasekiju in na gori Fudži, na podstavku pa sta nacionalni in cesarski zastavi Japonske.
London: Britanija, zavetnica Londona, nosi grb mesta London, in figura, ki predstavlja reko Temzo pred londonsko kuliso čez reko Temzo z Westminstrsko palačo in stolnico sv. Pavla, na podstavku so kraljevi grbi Anglije, Škotske in Irske.
New York: Kip svobode, Hermes in Kolumbija pred Manhattnom, na podstavku so ameriška zastava, grb mesta New York in beloglavi orel, ki nosi oljčno vejico in puščice.
Bangkok: Boginja plodnosti in figure, ki predstavljajo »Delo« in »Žetev« pred reko Čao Fraja in Veliko palačo, na podstavku pa so državna zastava in pomorska zastava Tajske ter državni in kraljevi grb Tajske.
Pariz: Marijana nosi geslo SVOBODA, ÉGALITÉ, FRATERNITÉ, skupaj z Nike in zavetnico, ki nosi grb Francije pred Seno in otokom Île de la Cité, na podstavku sta dva lilija in dva grba Pariza.
Kalkuta: Kali, figura, ki predstavlja Ganges, in figura, ki nosi grb Kalkute pred pokrajino Kalkute nad Gangesom, na podstavku pa so levi in male čaplje.